# Bjørnkær (Biersted Sogn)
 For alternative betydninger, se Bjørnkær. (Se også artikler, som begynder med Bjørnkær)
Bjørnkær er en gammel kongsgård, som nævnes første gang i 1503, da den tilhørte kronen. Gården ligger i Biersted Sogn, Kær Herred, Ålborg Amt, Aabybro Kommune og Vendsyssel. Hovedbygningen er opført i 1503
Bjørnkær Gods er på 93 hektar.

## Ejere af Bjørnkær
- Selvejergård
- (1536-1578) Kronen
- (1578-1608) Peder Munk til Estvadgaard
- (1608-1623) Slægten Munk
- (1623-1638) Slægten Friis
- (1638-1662) Dorte Budde gift Friis
- (1662-1666) Knud Seefeld
- 1662 Karen Friis
- (1666-1674) Niels Benzon til Vaar
- (1674-1677) Mette Nielsdatter gift Benzon
- (1677-1708) Niels Nielsen Benzon
- (1708-1718) Jakob Nielsen Benzon til Mørkegaard
- (1718-1756) Jakob Jørgensen Gleerup
- (1756-1767) Jens Jakobsen Gleerup til Rødslet
- (1767-1791) Johannes Frederik Mathiesen til Kettrupgaard
- (1791-1796) Jørgen Brogaard til Lerbæk
- (1796-1798) Maren Birch gift Brogaard
- (1798-1806) Joachim Schalstrup
- (1806-1808) Mette Cathrine Birch gift Skalstrup
- (1808-1811) Laurids Toft
- (1811-1812) Peder Nicolaj Nyegaard
- (1812-1815) Conrad P. H. von Bergen
- (1815-1818) Arent Hassel Rasmussen
- (1818-1834) P. L. Birch / Niels Møller
- (1834-1839) Niels Jespersen Gleerup til Vang
- (1839-1846) Thomas Theodor Nielsen Gleerup
- (1846) R. L. Riis, Høgholt
- (1846-1851) August P. Hald
- (1851-1875) H. W. S. Schjøtz
- (1875-1899) J. W. Nyholm
- (1899-1924) Frederik Carl Christian Albertsen
- (1924-1926) Enke Fru Albertsen
- (1926-1941) Jens Nielsen Callesen
- (1941-1988) Dagny Jensdatter Callesen / Mariane Jensdatter Callesen
- (1988-1994) Dagny Jensdatter Callesen
- (1994-) Ole Nørgaard